# جورج فريمان براغ
جورج فريمان براغ (بالإنجليزية: George Freeman Bragg)‏ هو قسيس أمريكي، ولد في 25 يناير 1863 في وارينتون في الولايات المتحدة، وتوفي في 12 مارس 1940 في بالتيمور في الولايات المتحدة.